# Bessie Watson

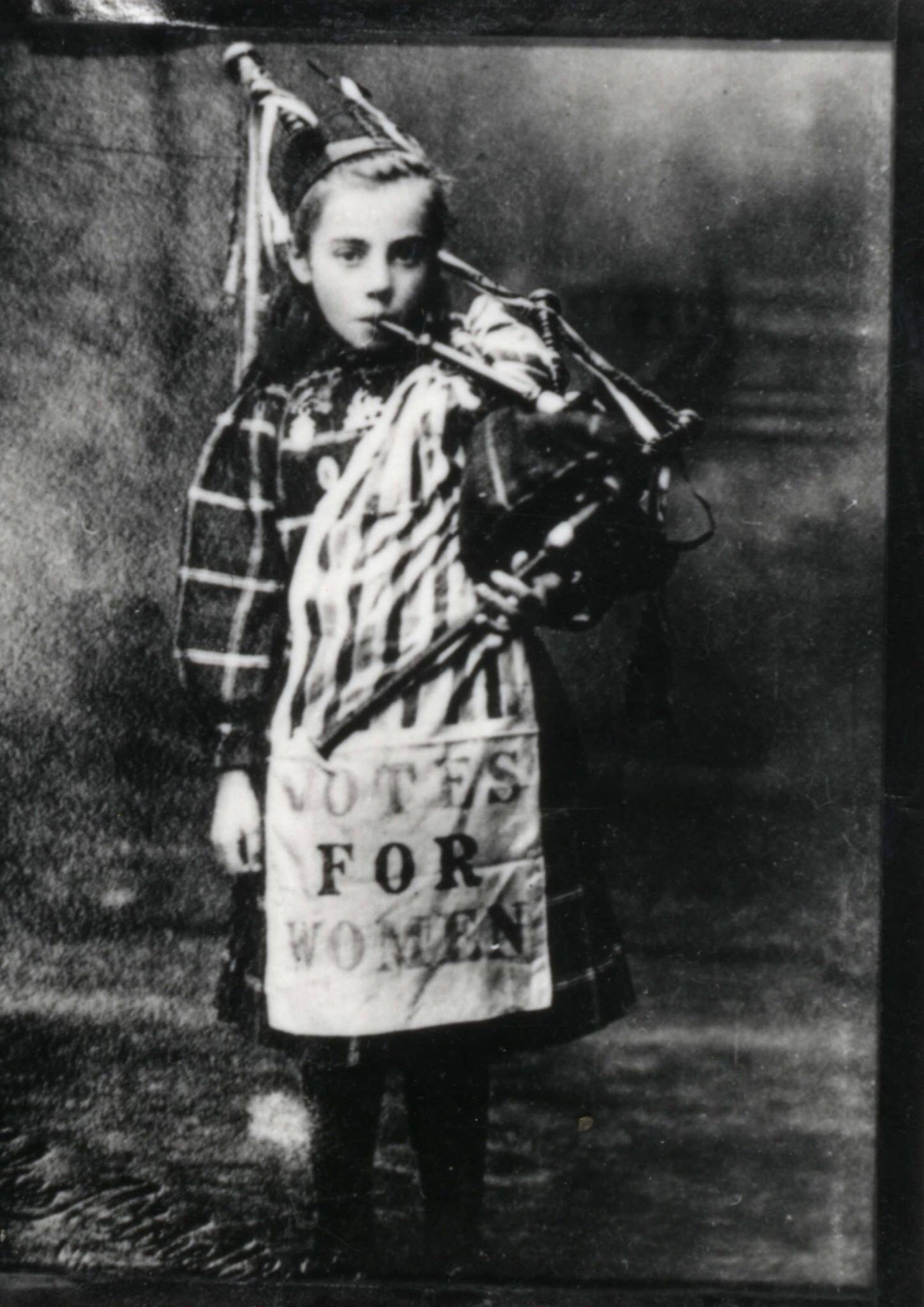
Bessie Watson im Alter von 9 Jahren

Bessie Watson (eigentlich Elisabeth Watson, * 13. Juli 1900 in Edinburgh, Schottland; † 27. Juni 1992 ebenda) war eine schottische Frauenrechtlerin und Dudelsackpfeiferin. Sie wurde im Alter von 14 Jahren das erste weibliche Mitglied der Highland Pipers’ Society und gründete die Broughton School Pipe Band.

## Leben und Werk
Watson war die Tochter von Agnes Newton und des Buchbinders Horatio Watson. Da sie ein kränkliches Kind war und um ihre Lunge gegen Tuberkulose zu stärken, meldeten ihre Eltern sie auf Empfehlung des Arztes zum Pfeifenspielen an. Mit einer speziell für sie angefertigten Pfeife lernte sie im Alter von sieben Jahren das Pfeifenspielen und konnte bald auf ein Set in halber Erwachsenengröße umsteigen.

## Beteiligung an der Suffragettenkampagne

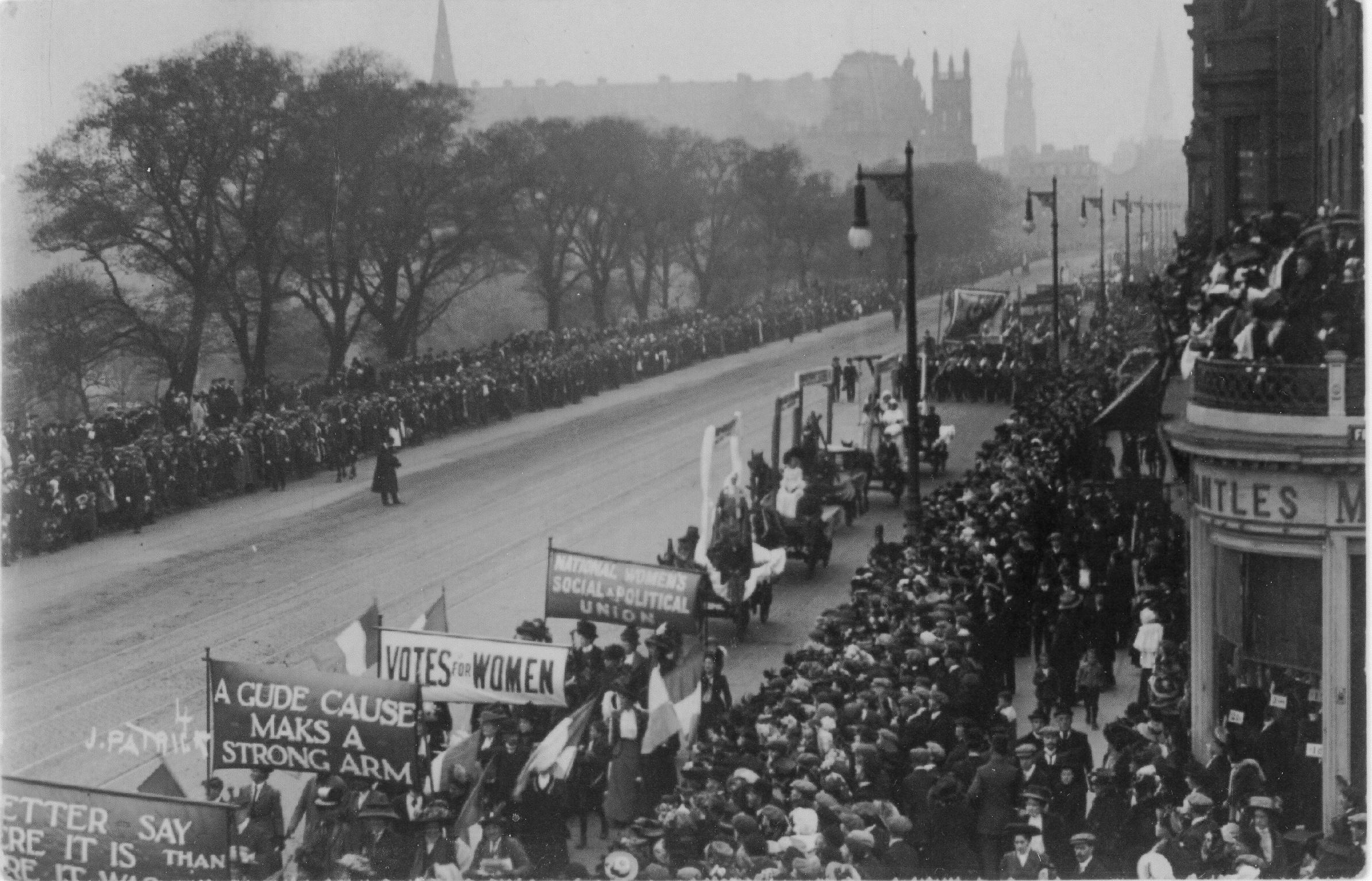
Die große Prozession und Frauendemonstration, organisiert von der Women’s Social and Political Union (WSPU) am 9. Oktober 1909

Sie meldete sich freiwillig zur Teilnahme an einem historischen Festzug, der 1909 Teil eines politischen Marsches durch das Zentrum von Edinburgh war, der von der Women’s Social and Political Union (WSPU) organisiert wurde. Sie engagierte sich für die Ziele der WSPU und wurde eine Unterstützerin der Wahlrechtsbewegung. Ein paar Wochen nach dem Marsch traf sie Christabel Pankhurst, die Anführerin der WSPU. Pankhurst schenkte ihr bei einem Treffen im King’s Theatre, Edinburgh eine Brosche als Andenken und als Dank für ihre Teilnahme an dem Festzug. 1979 übergab Watson diese Brosche an die neu gewählte Margaret Thatcher.
Im Juni 1911 wurde sie eingeladen, sich dem schottischen Aufgebot am Suffragettenmarsch am 17. Juni in London anzuschließen, der mit der Krönung von König Georg V. zusammenfiel. Im Alter von 11 Jahren führte sie das schottische Aufgebot des Protests an, mit den männlichen Dudelsackspielern hinter ihr und vor der Royal Standarte von Schottland. Sie trug die Brosche von Pankhurst und ein keltisches Knotenabzeichen der WPSU an ihrer Schärpe. Zurück in Edinburgh spielte sie nach der Schule vor dem Calton-Gefängnis Pfeife, damit die inhaftierten Suffragetten wussten, dass die Leute an sie dachten. 1913 wurde sie an Bord des Kreuzers Natal im Firth of Forth zum Pfeifen eingeladen und zum Maskottchen des Schiffes ernannt. 1914 war sie das erste weibliche Mitglied der Highland Society.
Während des Krieges spielte sie bei Konzerten, um die Truppen zu unterhalten oder Spenden für Wohltätigkeitsorganisationen zu sammeln, und manchmal sechsmal pro Woche im Rekrutierungswagen von Edinburgh, bis die freiwillige Rekrutierung zu Ende ging. Sie erhielt keine offizielle Anerkennung für ihre Bemühungen, aber die Männer des Rekrutierungsbüros überreichten ihr eine Übungspfeife aus afrikanischem Schwarzholz und massivem Silber. Zu dieser Zeit schloss sie sich der East-Edinburgh-Pipers-Band in Abbeyhill an und wurde aufgrund der vielen Mitglieder, die diese durch den Krieg verloren hatten, in einer Männerband willkommen geheißen.

## Lehrerin und  Piobaire

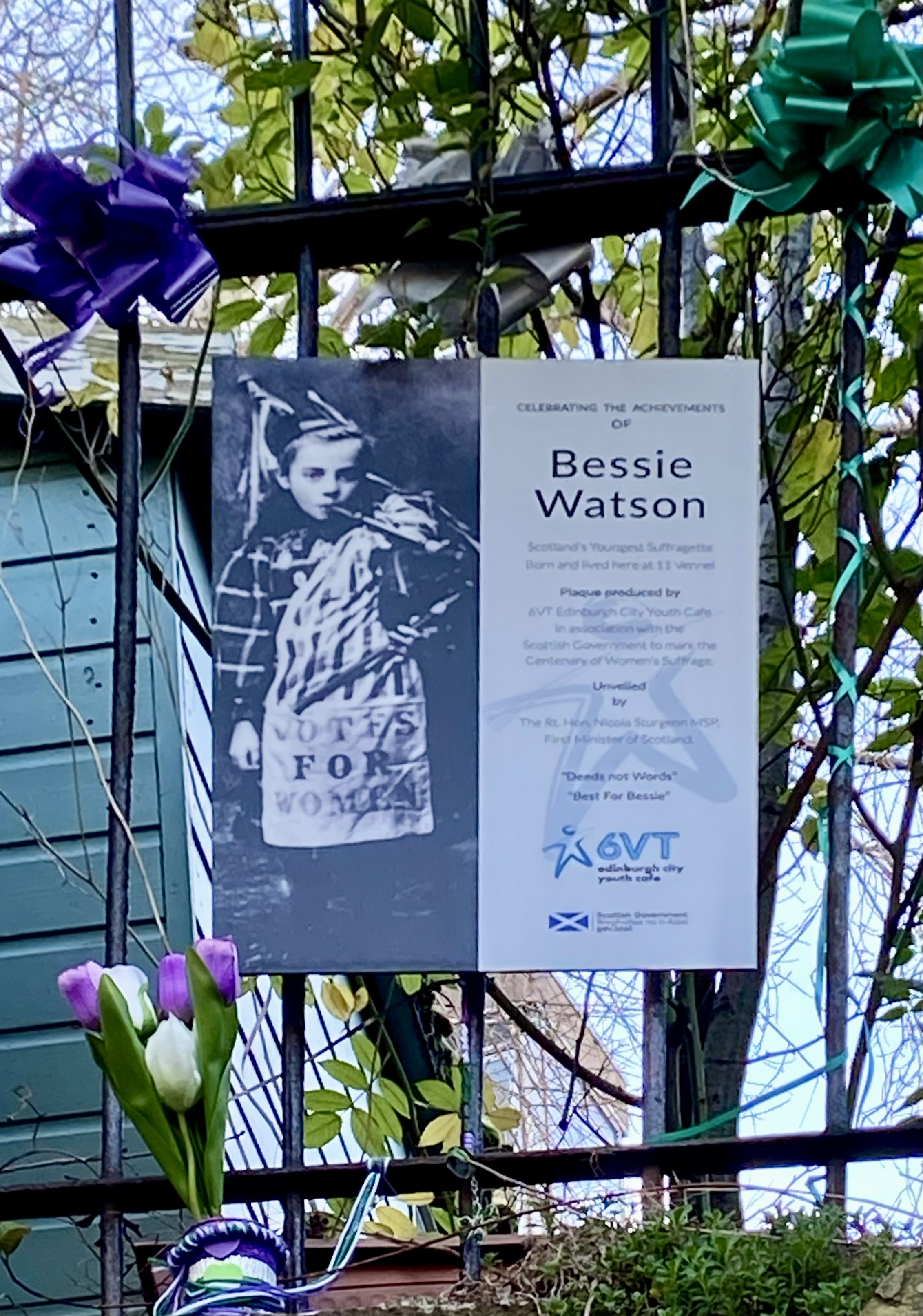
Gedenktafel zur Erinnerung an die Frauenrechtlerin und Pfeiferin Bessie Watson an ihrem Geburtsort, 11 Vennel, Edinburgh

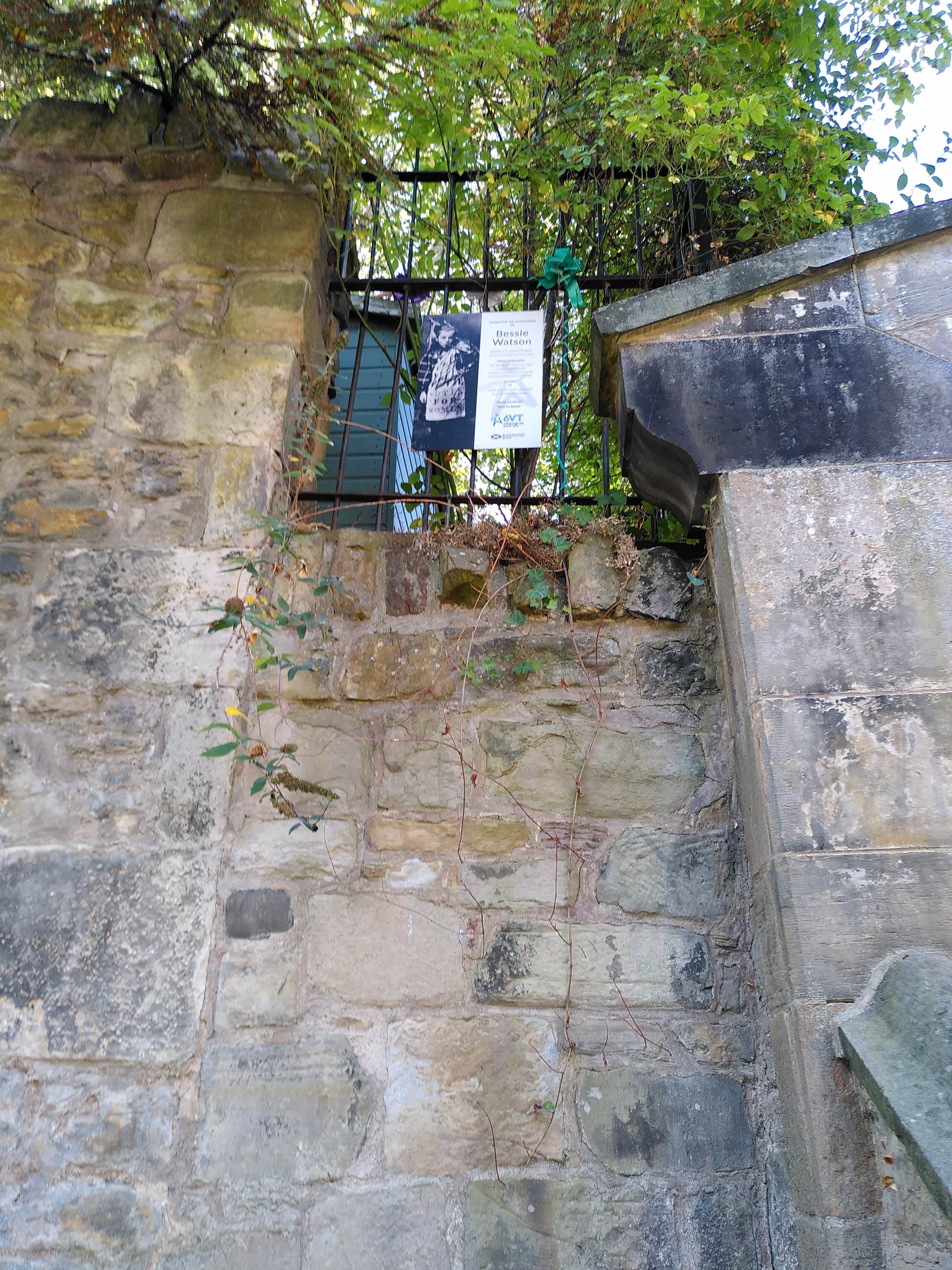
Gedenktafel für Bessie Watson in 11 Vennel, Edinburgh

Nach dem Krieg studierte Watson Französisch an der University of Edinburgh und erhielt einen Abschluss als Lehrerin. Sie spielte für die Women’s Celtic Society, die daher keinen ihrer männlichen Studenten bitten musste, bei ihren Veranstaltungen zu spielen. Zu dieser Zeit wurde sie von Roderick Campbell (1873–1937), einem der besten zivilen Dudelsackspieler seiner Zeit, in die Kunst der klassischen Musik des Great Highland Dudelsacks, des Piobaireachd eingeführt, was weiblichen Dudelsackspielern damals nicht erlaubt war. Campbell stellte ihr Pipe Major GS Maclennan vor, selbst ein ehemaliger Kinderpfeifer, der jüngste Pfeifenmajor der Armee und eine Legende in Pfeifenkreisen. Er war so beeindruckt von ihr, dass er ihr kostenlos Unterricht erteilte.
1938 trat sie in den ATS (Auxiliary Territorial Service) ein und sie wurde zur offiziellen Pfeiferin des Dienstes ernannt. Die Männer des 2. Bataillons, Seaforth Highlanders, ein Hochlandregiment mit einer stolzen Pfeifentradition hatte versäumt, sein Pfeifenkontingent mit ins Lager zu nehmen. Also wurde sie als erste Frau ausgewählt, zum Regimentsessen zu singen. Der Kompanie-Sergeant Major der Seaforths verweigerte ihr jedoch das Privileg, für die Offiziere einen Pibroch zu spielen.
Nach dem Zweiten Weltkrieg kehrte sie nach Edinburgh zurück, heiratete und nahm eine Stelle an der Broughton High School, Edinburgh, an. In Broughton (Edinburgh) gründete sie 1927 die erste Pipe-Band einer staatlichen Schule in Schottland und leitete 27 Jahre lang die Pipe-Band Broughton High.
Watson starb 1992 im Alter von 91 Jahren in dem Haus, in das sie und ihre Eltern 1926 gezogen waren, nicht lange nachdem sie ihre kleine Autobiografie fertiggestellt hatte. Sie spendete ihre Pfeifen dem Scottish Piping Centre, das ihre Autobiografie im Juli 1993 in der Piping Times veröffentlichte.
Am Internationalen Frauentag 2024 eröffnete die University of Edinburgh ihr zu Ehren einen Hörsaal auf ihrem Holyrood Campus, das Bessie Watson Lecture Theatre.